# Pascal Struijk
Pascal Augustus Struijk, född 11 augusti 1999, är en nederländsk fotbollsspelare som spelar för Leeds United.

## Karriär
I januari 2018 värvades Struijk av Leeds United, där han skrev på ett 3,5-årskontrakt. Struijk debuterade i Championship den 10 december 2019 i en 2–0-vinst över Hull City, där han blev inbytt på övertid mot Hélder Costa.
Den 20 november 2020 skrev Struijk på en kontraktsförlängning med Leeds United till sommaren 2024.
Den 21 december 2022 förlängdes kontraktet till sommaren 2027.